# Sanctuary (cântec de Gabriella Cilmi)
Sanctuary este cel de-al patrulea single extras de pe albumul de debut al cântăreței Gabriella Cilmi. Este promovat pe plan internațional; piesa beneficiază și de un videoclip.

## Ordinea pieselor

### Disc digital
1. Sanctuary
2. Sanctuary (Versiunea acustică)

### CD Promo
1. Sanctuary (Versiunea pentru radio) - 3:00

## Poziții ocupate
| Clasamentul (2008) | Cea mai înaltă poziție ocupată |
| ------------------ | ------------------------------ |
| Olanda             | 72                             |
| Germania           | 67                             |